# مروناليني ديفي بوار
كانت السيدة مروناليني ديفي بوار (25 يونيو 1931- 2 يناير 2015) معلمة هندية وأول امرأة مستشارة لجامعة هندية معترف بها تضم أكثر من 35000 طالب.

## سيرة شخصية
كانت بوار معلمة ومهارية لولاية ذار. كانت عضوًا في سلالة جيكواد، العشيرة الحاكمة السابقة لولاية بارودا وأيضًا عضو في سلالة بوار في دار، وكلاهما من الولايات الأميرية السابقة مارثا. كانت متزوجة من مهراجا أناند راو الرابع بوار، ماهاراجا ولاية ذار. كانت مستشارة جامعة مهراجا ساياجيراو في بارودا. خلفت شقيقها فاتحسينغراو جيكواد، مهراجا بارودا، كمستشار عندما توفي عام 1988.
خبيرة تغذية عن طريق التدريب، حصلت بوار على بكالوريوس العلوم، كلية العلوم المنزلية، من جامعة مهراجا ساياجيراو في بارودا وحصلت على ماجستير العلوم. (الغذاء والتغذية) من جامعة ولاية آيوا للعلوم والتكنولوجيا في الولايات المتحدة.
عادت لاحقًا إلى فادودارا بالهند لإكمال درجة الدكتوراه في الغذاء والتغذية من جامعة مهراجا ساياجيراو في بارودا.
واصلت بوار تقليد خدمة عائلة جيكواد المجيد من خلال التعليم، بما في ذلك منصب مستشار جامعة ولاية ميشيغان. بوار، 83 سنة، تولت منصب مستشارة جامعة ولاية ميشيغان في عام 1988. كانت أول امرأة مستشارة لجامعة هندية معترف بها تضم أكثر من 35000 طالب.
عملت بوار عضواً في لجنة التعليم والتدريب، وأيضًا في الاتحاد الدولي للحفاظ على الطبيعة والموارد الطبيعية، وكانت رئيسة لجنة برنامج الغذاء والتغذية، وفي الاتحاد الدولي للاقتصاد المنزلي، فرنسا.
كانت أيضًا عضوًا في الفريق التوجيهي المعني بالتغذية ولجنة التخطيط، وفي حكومة الهند، ومجلس الإدارة، معهد الاقتصاد المنزلي في نيودلهي. كانت عضوًا في اللجنة الاستشارية لمعهد راجيف غاندي للدراسات المعاصرة، ومؤسسة راجيف غاندي، ومجموعة متنوعة من المنظمات الأخرى.
كما قامت بالتدريس في جامعة مهراجا ساياجيراو في بارودا لمدة 12 عامًا قبل أن تصبح مستشارة لها. هاري سينغ وأرجون سينغ مرتبطان بمروناليني ديفي بور. والدتهم شاشي برابها راجي من دار وهي ابنة دارياشيل راو بور من دار.
توفيت بوار في 2 يناير 2015 بعد فترة مرض قصيرة، وكانت حينئذ تبلغ من العمر 83 عامًا.

## روابط خارجية
- سلالة جيكواد في بارودا تتضمن السيرة الذاتية لصاحب السمو ماهاراني الدكتور مروناليني ديفي (كانت متزوجة من سمو مهراجا أناندراو الرابع بوار من دار)
- الملف الشخصي في موقع إم إس جامعة بارودا